# Бродхедсвил (Пенсилванија)
Бродхедсвил (енгл. Brodheadsville) насељено је место без административног статуса у америчкој савезној држави Пенсилванија.

## Демографија
По попису из 2010. године број становника је 1.800, што је 163 (10,0%) становника више него 2000. године.
| Група             | 2000.         | 2010.         |
| Белци             | 1.497 (91,4%) | 1.501 (83,4%) |
| Афроамериканци    | 41 (2,5%)     | 119 (6,6%)    |
| Азијати           | 24 (1,5%)     | 16 (0,9%)     |
| Хиспаноамериканци | 47 (2,9%)     | 136 (7,6%)    |
| Укупно            | 1.637         | 1.800         |